# Zhang Rang
 (décembre 2023).
Si vous disposez d'ouvrages ou d'articles de référence ou si vous connaissez des sites web de qualité traitant du thème abordé ici, merci de compléter l'article en donnant les références utiles à sa vérifiabilité et en les liant à la section « Notes et références ».
Zhang Rang (135-23 septembre 189) est un eunuque de la fin la dynastie des Han, qui servit l'empereur Han Lingdi, il était aussi le chef des Dix Eunuques, un groupe d'eunuques de la cour qui avait une grande influence à la cour impériale. La puissance de Zhang Rang était telle que l'empereur Han Lingdi, qui s'adressait à lui en appelant « père », lui permit de contrôler la plupart des questions de la cour. Le peuple et les fonctionnaires, y compris He Jin, Yuan Shao et Cao Cao, finirent par penser que la puissance de Zhang Rang était trop importante.
Après le décès de l'empereur et l'accession au trône de son fils Han Shaodi en 189, ils envahissent la capitale dans le but de vaincre les Dix Eunuques. He Jin est décapité dans la cour du palais et Zhang Rang enlève l'empereur et son frère, le futur empereur Han Xiandi. Cependant, encerclé par les soldats ennemis, Zhang Rang saute dans la rivière et se noie.